# Dario Cerrato
Dario Cerrato (ur. 2 września 1951 roku) – włoski kierowca rajdowy. Dwukrotny rajdowy mistrz Europy z lat 1985 i 1987, pięciokrotny mistrz Włoch w rajdach samochodowych w latach: 1985, 1986, 1988, 1989, 1990, 1991.

## Podia w rajdach WRC[1]
| Nr | Rajd              | Sezon | Pilot          | Samochód                   | Miejsce |
| -- | ----------------- | ----- | -------------- | -------------------------- | ------- |
| 1  | 28. Rajd San Remo | 1986  | Giuseppe Cerri | Lancia Delta S4            | 2       |
| 2  | 30. Rajd San Remo | 1988  | Giuseppe Cerri | Lancia Delta Integrale     | 3       |
| 3  | 33. Rajd San Remo | 1991  | Giuseppe Cerri | Lancia Delta Integrale 16v | 3       |